# Parcem
Parcem là một thị trấn thống kê (census town) của quận North Goa thuộc bang Goa, Ấn Độ.

## Nhân khẩu
Theo điều tra dân số năm 2001 của Ấn Độ, Parcem có dân số 4320 người. Phái nam chiếm 51% tổng số dân và phái nữ chiếm 49%. Parcem có tỷ lệ 74% biết đọc biết viết, cao hơn tỷ lệ trung bình toàn quốc là 59,5%: tỷ lệ cho phái nam là 81%, và tỷ lệ cho phái nữ là 66%. Tại Parcem, 10% dân số nhỏ hơn 6 tuổi.